# Spindasis leechi
Spindasis leechi är en fjärilsart som beskrevs av Swinhoe 1912. Spindasis leechi ingår i släktet Spindasis och familjen juvelvingar. Inga underarter finns listade i Catalogue of Life.